# Свети Стефан (вилает Лозенград)
Вижте пояснителната страница за други значения на Свети Стефан.
Свети Стефан, също Стефанo или Стефания (на турски: Beğendik), е село в околия Малък Самоков, вилает Лозенград (Къркларели), Турция. Според оценки на Статистическия институт на Турция през 2018 г. населението на селото е 258 души.

## География
Селото се намира в историко–географската област Източна Тракия, в непосредствена близост до българо-турската граница при село Резово. Разположено е на 2 километра южно от устието на река Резовска река.